# Pont Saint-Louis
Il Pont Saint-Louis /põ sɛ̃ lwi/ è un ponte di Parigi che attraversa la Senna. Si trova nel IV arrondissement e collega l'île de la Cité all'île Saint-Louis.

## Storia
Il ponte in uso è il settimo che collega le due isole dal 1634. Inizialmente,  non essendo ancora l'île Saint-Louis lottizzata, si avvertì la necessità di un ponte.
- Il "pont Saint-Landry", detto anche "pont de Bois"[1] (1630-1634) fu il primo dei sette.
Costruito in legno da  Christophe Marie e terminato nel 1634, questo primo ponte, contrariamente all'attuale, attraversava la Senna obliquamente, lungo l'asse da quai d’Orléans a rue des Ursins. Danneggiato dal disastro del 1709, fu distrutto nel 1710[1][2].
- Nel 1717 fu ricostruito, sempre in legno, a sette archi e denominato "pont Rouge" a causa del colore della vernice utilizzata. Andò distrutto nel 1795 dalle piene; l'incisore della vue d'optique è stato tradito dallo stampatore e l'immagine dev'essere invertita, trovandosi il ponte alla destra del Pont Marie. Ne consegue che il braccio (di fiume) Marie era quello principale della navigazione, poiché il "pont Rouge" pareva non poter essere passato dalle navi dell'epoca.

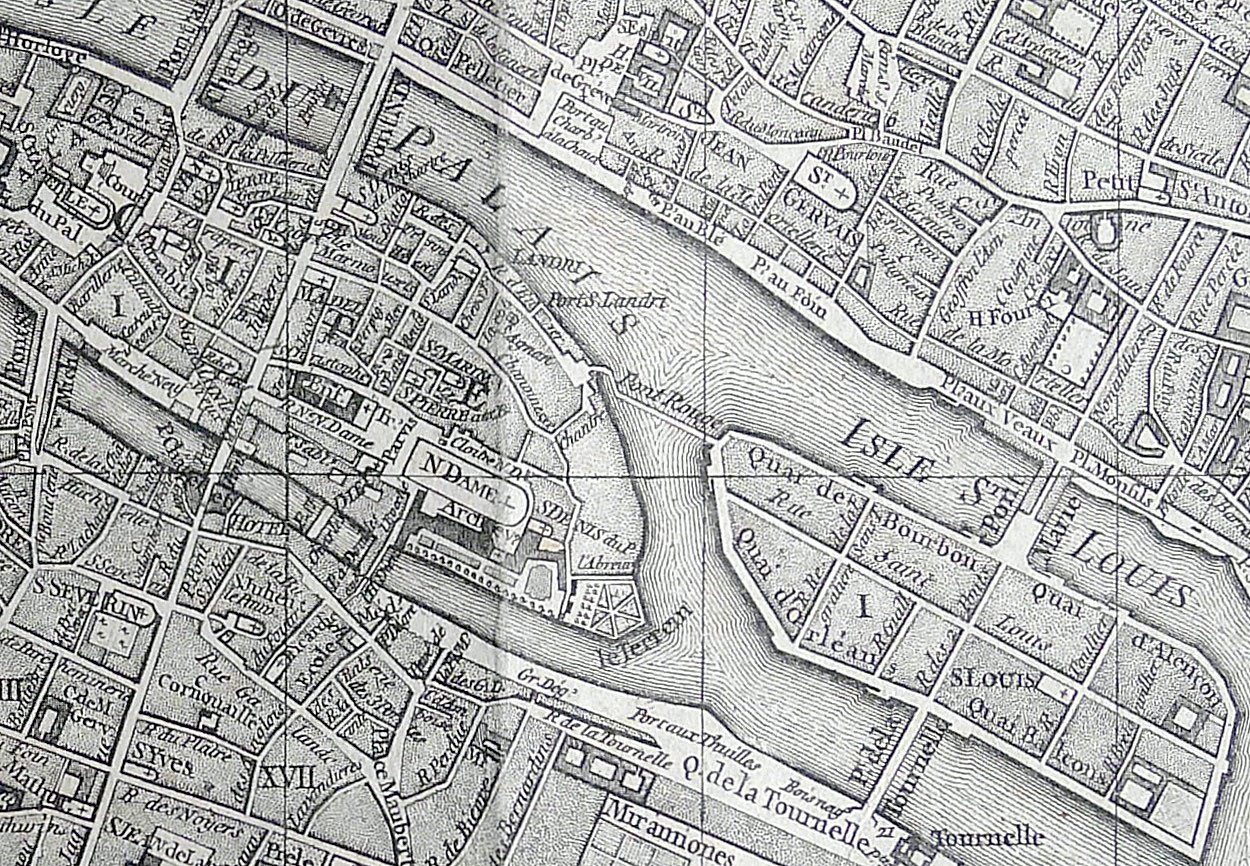
Il "pont Rouge" sulla pianta di Vaugondy, 1760.
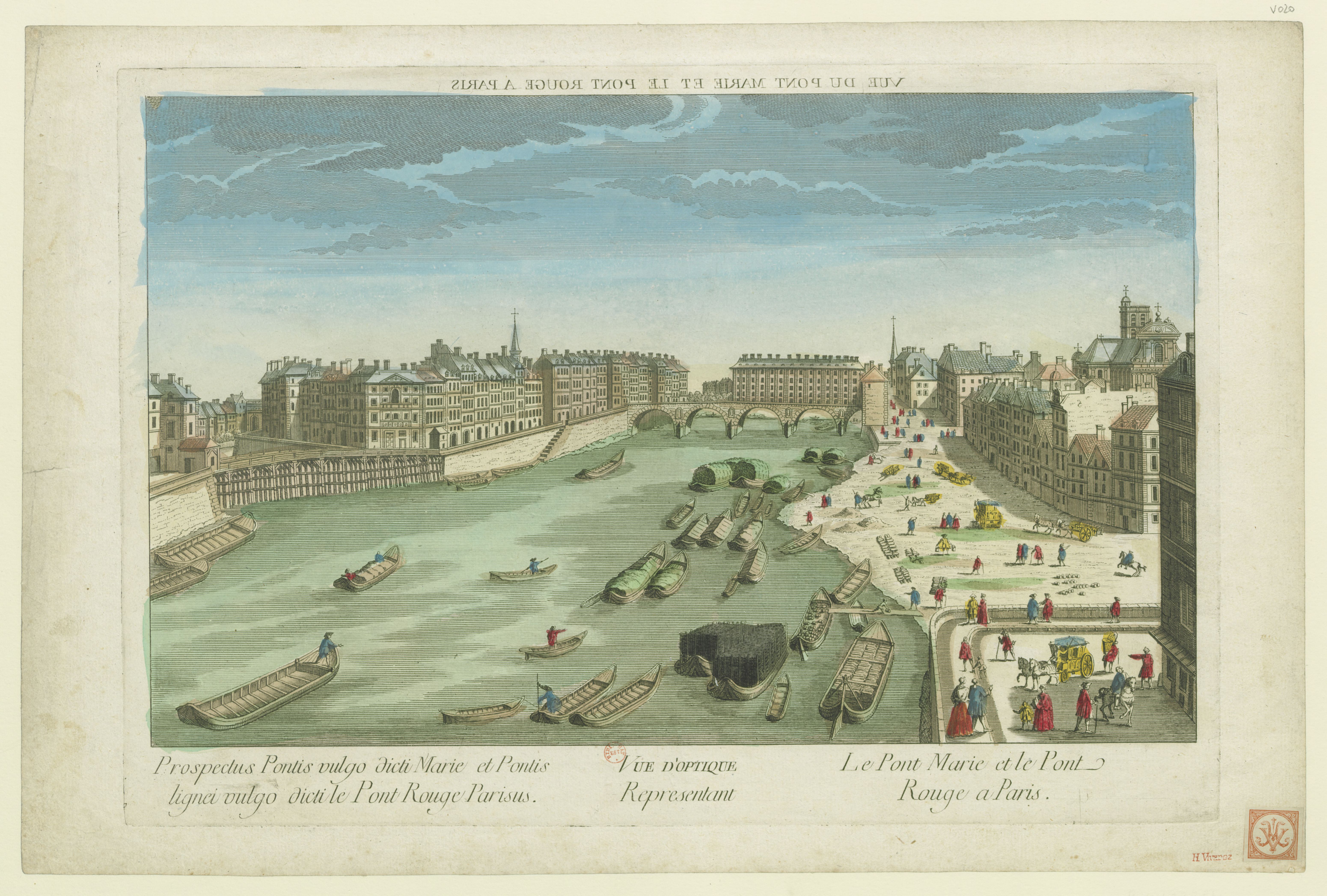
Il "Pont rouge" a sinistra dell'immagine, c.1760.

- Nel 1804, sotto la direzione dell’ingegner Pierre-Antoine Demoustier, fu eretto un nuovo ponte chiamato "pont de la Cité"[1]. Le spallette e i pilastri erano in pietra e la centina in ferro rivestito di legno, era a due arcate di 70 metri di lunghezza per 10 metri di larghezza, essenzialmente in quercia. Esso era destinato ai soli pedoni e ciascuna persona pagava 5 centesimi di pedaggio.[1] Fu demolito nel 1811 a causa d'un cedimento;

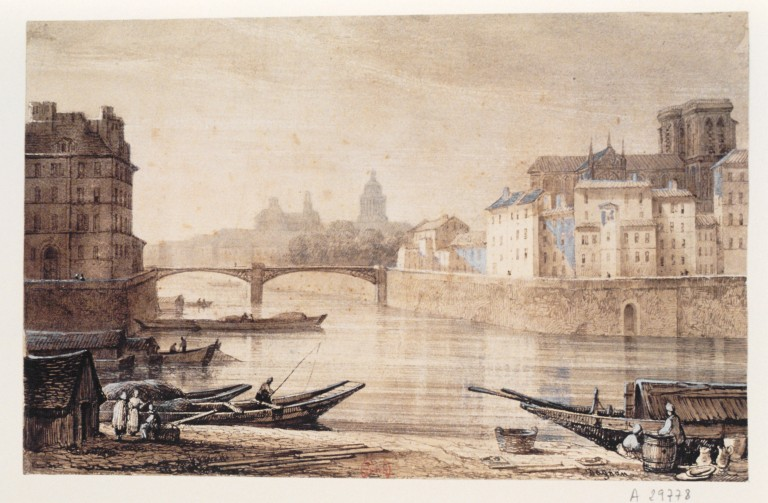
Il ponte nel XIX secolo (3º ponte)

- un ponte sospeso lo rimpiazzò nel 1842;

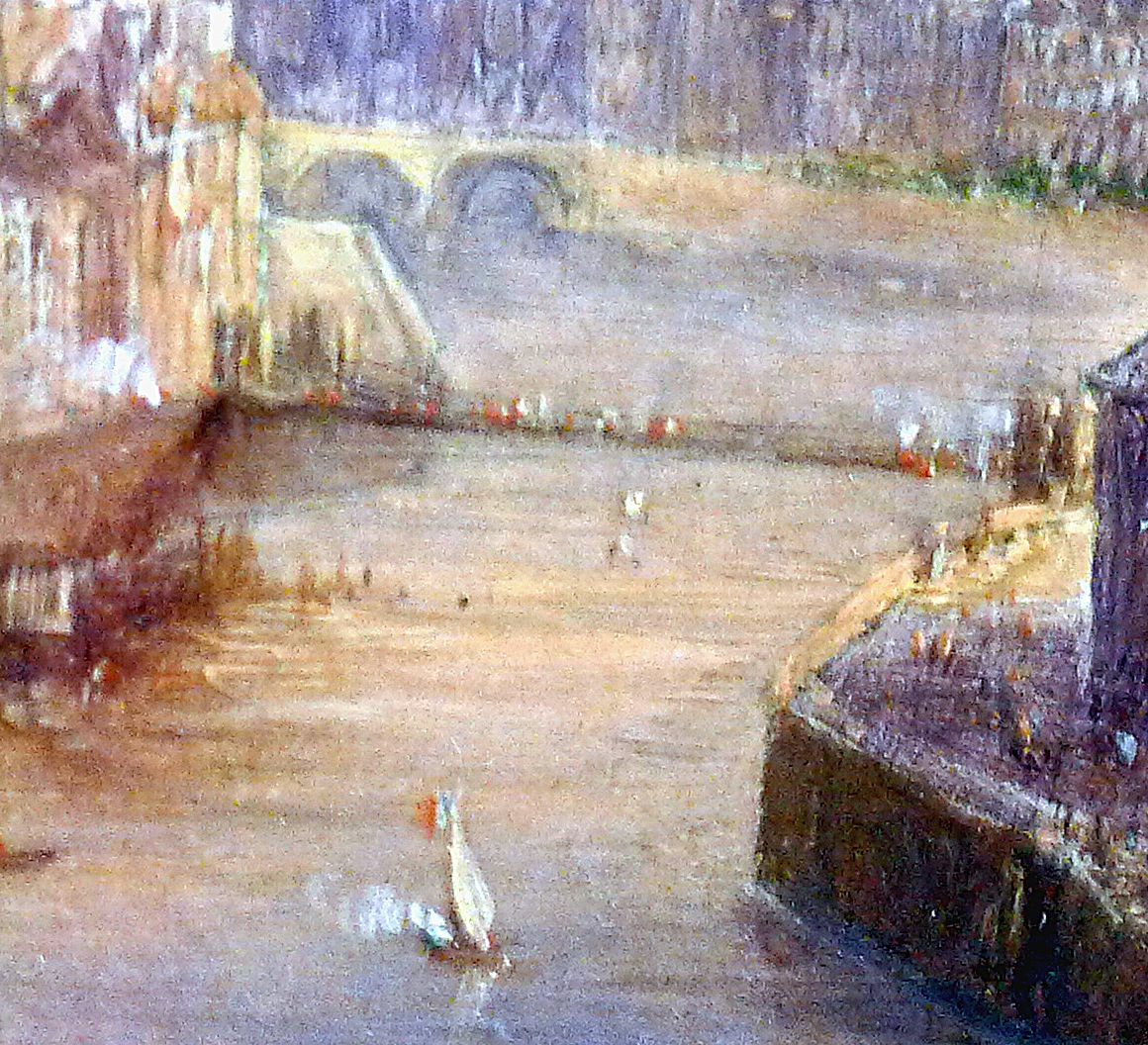
Il ponte nel 1848 (4º ponte)

- Vent'anni dopo questo ponte sospeso fu rimpiazzato da un ponte metallico, con un solo arco di 64 metri di apertura;

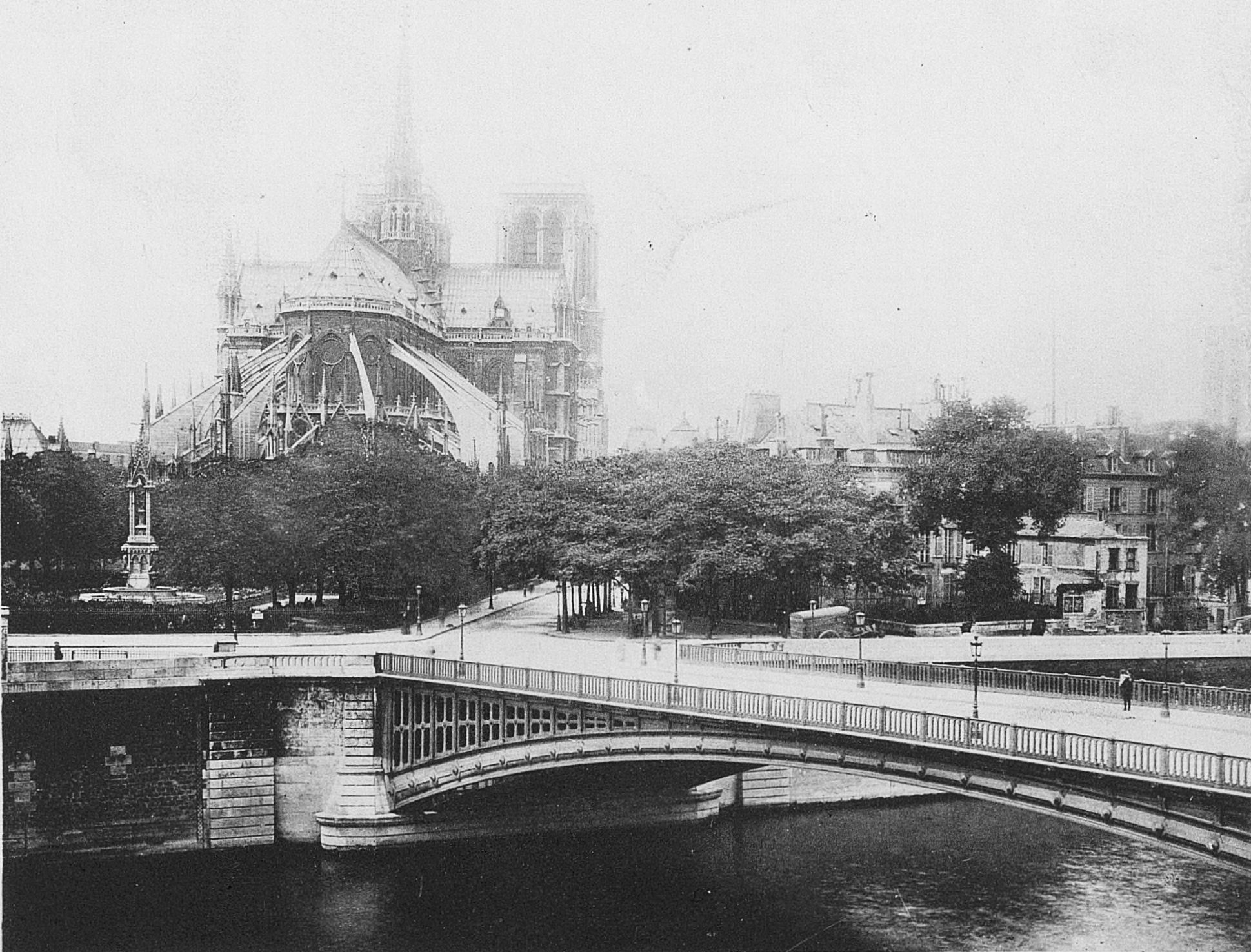
Il ponte nel 1898 (5º ponte)
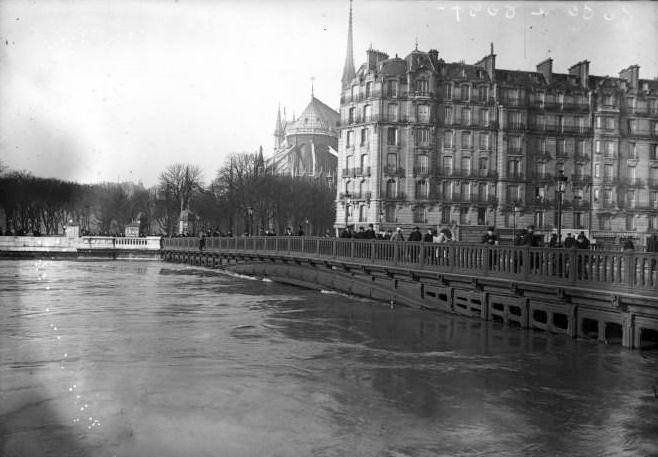
Il ponte durante le inondazioni del 1910 (5º ponte)

- Nel 1939 una chiatta-cisterna di 800 tonnellate lo colpisce danneggiandolo, poi, in dicembre, una chiatta a motore di 1200 tonnellate lo urta e ne provoca l'affondamento con la morte di tre persone. Esso venne rimpiazzato nel 1941 da una passerella del tipo ponte-gabbia, a seguito dell'acquisto di una passerella di servizio del cantiere di Neuilly da parte del comune di Parigi, in attesa della costruzione di un nuovo ponte;
- Nel 1968 vede la luce l'attuale ponte, che viene inaugurato nel 1970.

## Descrizione
Progettato dagli architetti Jabouille e Creuzot e successivamente realizzato dagli ingegneri Long-Depaquit e Coste, questo ponte in putrelle, tutto in acciaio, fu iniziato nel 1969 e terminato nel 1970 sotto la direzione della città di Parigi.
Oggi (2014), ne è vietata la circolazione motorizzata ed è riservato ai pedoni ed ai ciclisti; è frequentato da turisti e spesso, nella bella stagione, è animato da artisti di strada.

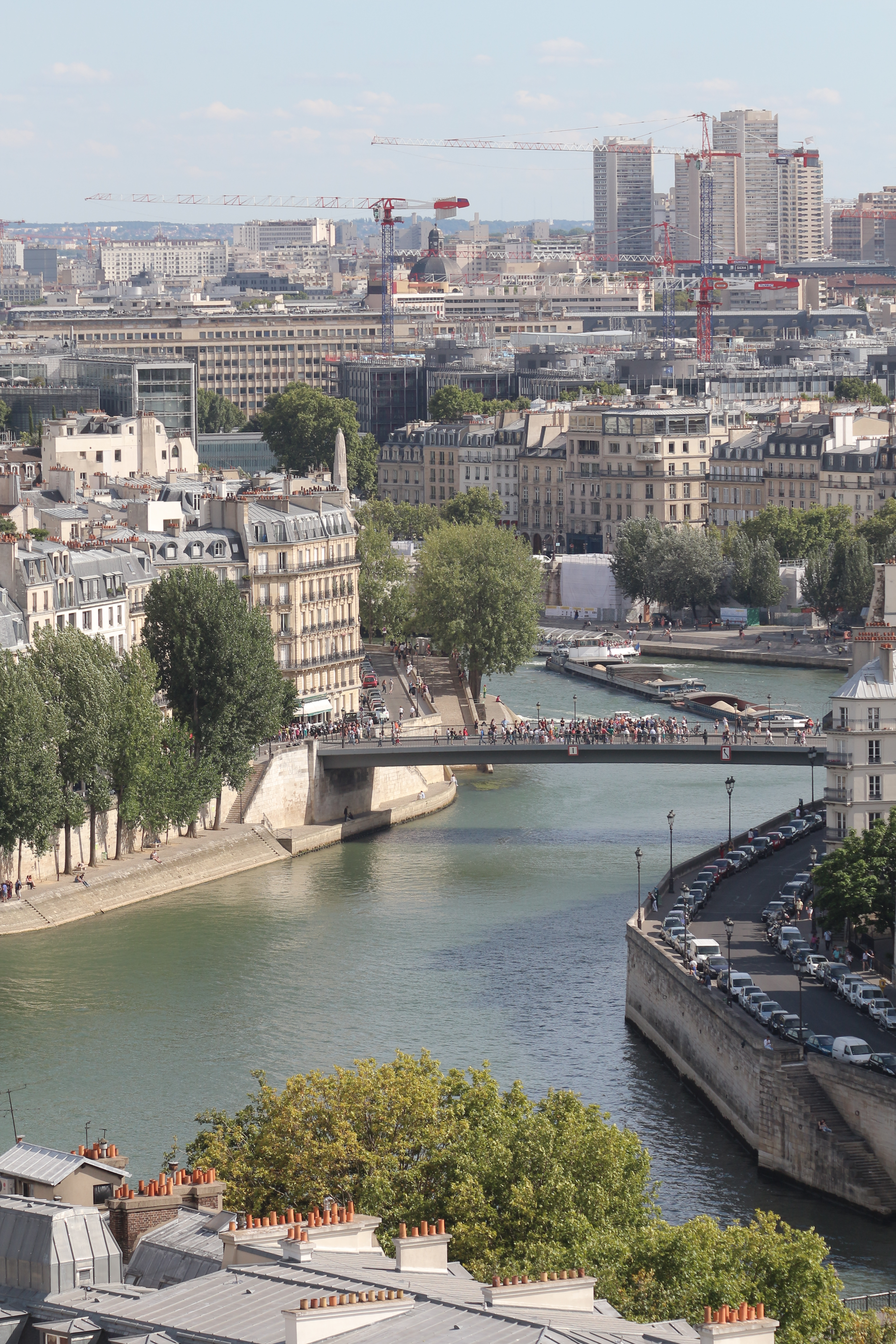
Veduta dalla tour Saint-Jacques
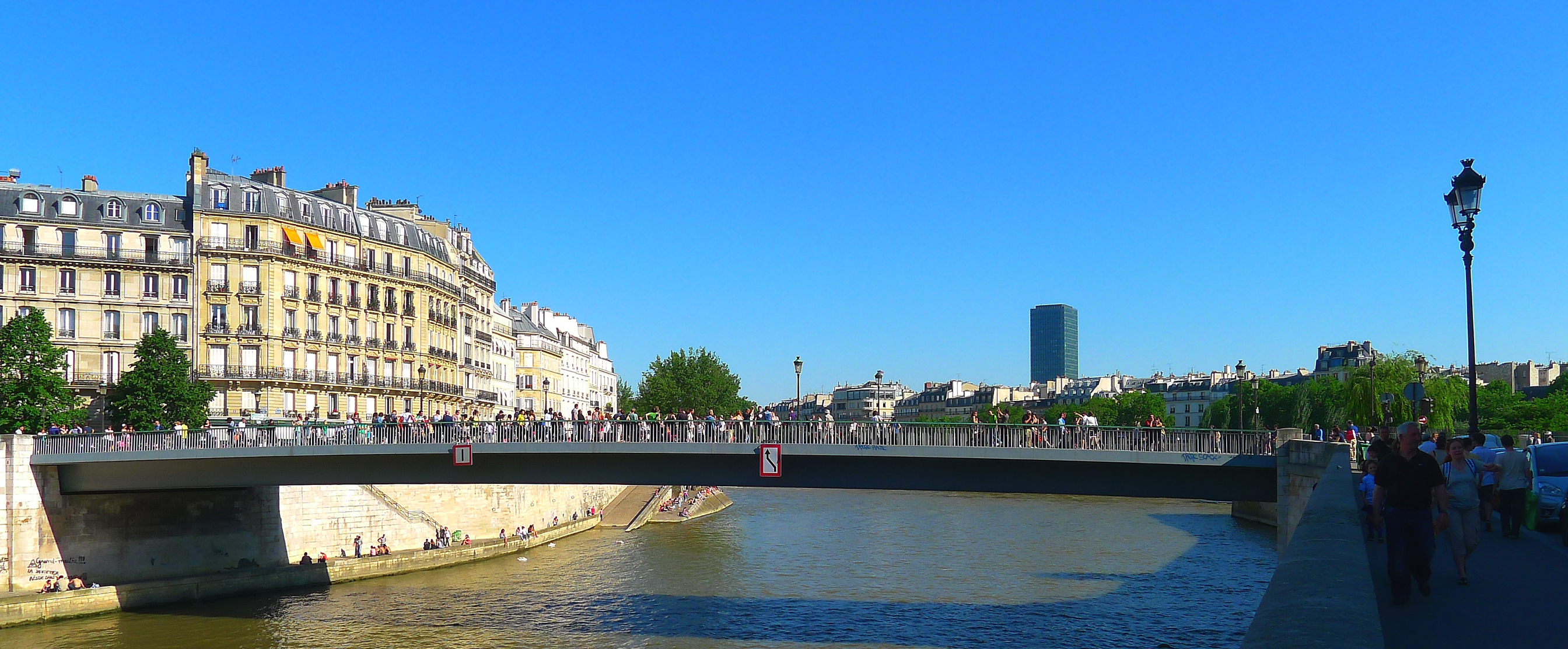
Il  ponte Saint-Louis con a sinistra il quai d'Orléans e, sullo sfondo, la tour Jussieu

## Il ponte Saint-Louis nella cultura di massa
- Una scena del film di Terence Young Agli ordini del Führer e al servizio di Sua Maestà (1966) è stata girata sul Quai d'Orléans con il ponte-gabbia passerella (1941-1968) sullo sfondo. La sequenza vede in scena Claudine Auger e Christopher Plummer.
- Nell'ultima scena del film La Bourse et la Vie di Jean-Pierre Mocky, si vede il ponte metallico.
- Lo si vede anche, nella stessa epoca, nel feuilleton televisivo L'Âge heureux.
- Nel gioco Assassin's Creed Unity, uscito nel 2014, il ponte compare fatto in legno durante la rivoluzione francese.

## Trasporti
Il ponte è servito dalla linea n. 4 del Métro con la stazione Cité.